# 雷利木板教堂

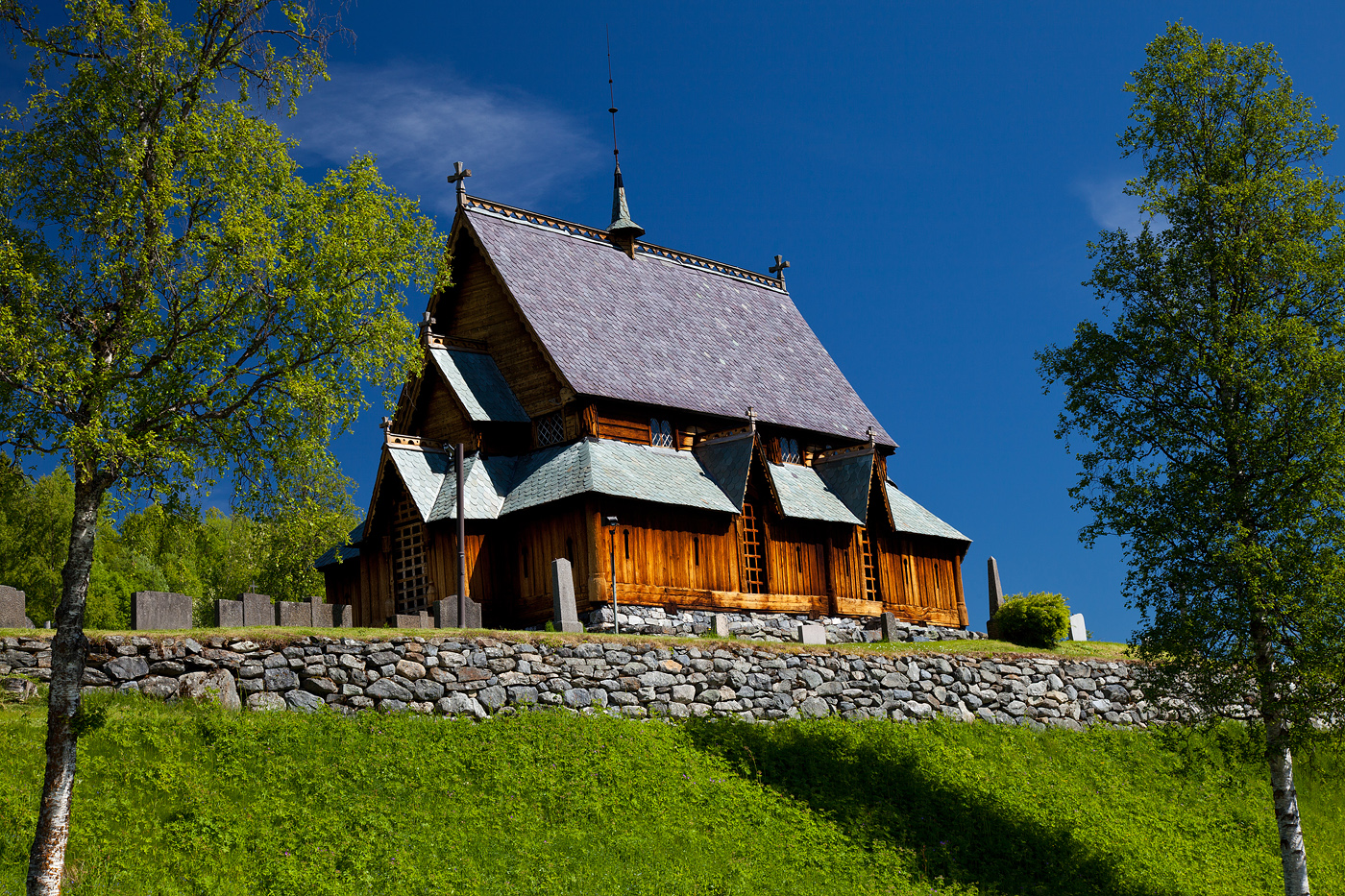

雷利木板教堂（挪威語：Reinli stavkyrkje）是挪威教會的一座木板教堂，位於內陸郡南艾于達爾村莊雷利。這座教堂修建於約1300年時，可以容納約70人。

## 外部連結
- Reinli stave church in Stavkirke.org (in Norwegian)
- Local page (in Norwegian)